# ウリエル・アントゥナ
カルロス・ウリエル・アントゥナ・ロメロ（スペイン語: Carlos Uriel Antuna Romero、1997年8月21日 - ）は、メキシコ・ゴメスパラシオ出身のサッカー選手。リーガMX・クルス・アスル所属。メキシコ代表。ポジションはFW。

## クラブ経歴
2012年にサントス・ラグナの下部組織に加入し、U-15、U-17、U-20と昇格していった。2017年にトップチーム監督のホセ・マヌエル・デ・ラ・トーレによってトップチームにまで昇格した。同年3月5日にカルロス・イスキエルドスに代わって投入されリーガMX初出場、プロ初出場となった。
2017年7月12日にプレミアリーグのマンチェスター・シティに4年契約で移籍。同年8月9日にエールディヴィジのフローニンゲンに2年の期限付き移籍が決まった。9月10日の試合でウサマ・イドリシに代わって投入されて欧州での初出場を記録した。
2019年1月29日にメジャーリーグサッカーのロサンゼルス・ギャラクシーに1年間の期限付き移籍で加入。4月28日に初得点を記録した。同年10月にマンチェスター・シティとの契約を2022年夏まで延長した。
2019年11月28日にリーガMXのグアダラハラがマンチェスター・シティから完全移籍での獲得を発表した。

## 代表経歴

### U-20
2017 CONCACAF U-20選手権に向けての合宿でU-20代表に招集された。その後本大会でも招集され、エルサルバドル代表戦でハットトリックを記録し、6-1の勝利に貢献した。
また、2017 FIFA U-20ワールドカップにも招集された。準々決勝で敗れるまでの5試合全てに出場した。

### U-21
2018年、第46回トゥーロン国際大会のメンバーとしてU-21代表に選出された。ここでも5試合に出場したが、FIFA U-20ワールドカップと同じくイングランドに敗れた。

### A代表
2017年11月3日にフアン・カルロス・オソリオ監督がベルギー代表、ポーランド代表との親善試合のメンバーに招集したが、出場機会はなかった。
2019年5月にヘラルド・マルティーノ監督の2019 CONCACAFゴールドカップの選考メンバーに入った。翌月5日のベネズエラ代表戦で68分にロベルト・アルバラードに代えて投入されてA代表初出場。本戦のメンバーからは一回漏れてしまったが、ホルヘ・エドゥアルド・サンチェスがエクアドル代表との親善試合で負傷したため、急遽本戦出場メンバー入りとなった。大会でのメキシコ代表の初戦となったキューバ代表戦ではハットトリックに加えてアシストも記録し、7-0の大勝の立役者となった。結局彼は全試合に出場し、チームもまた優勝した。
同年11月19日に行われた2019 CONCACAFネーションズリーグAではバミューダ諸島代表から後半アディショナルタイムに決勝点を奪い、メキシコのグループリーグ全勝とバミューダ諸島の降格を決めた。

## プレースタイル
速度がある他、ドリブルにも長けており、オフザボールでの動きも献身的である。ボールを懐に収めて離さないプレーヤーであり、相手のファールを誘う事も多い。

## 代表歴

### 出場大会
- メキシコ代表
  - 2022 FIFAワールドカップ

### 試合数
- 国際Aマッチ 58試合 14得点（2019年-）[28]

| メキシコ代表 | 国際Aマッチ | 国際Aマッチ |
| 年           | 出場        | 得点        |
| ------------ | ----------- | ----------- |
| 2019         | 13          | 7           |
| 2020         | 3           | 1           |
| 2021         | 11          | 0           |
| 2022         | 13          | 2           |
| 2023         | 18          | 4           |
| 2024         |             |             |
| 通算         | 58          | 14          |

## タイトル

### クラブ
クルス・アスル
- スーペルコパ・デ・ラ・リーガMX: 2022

### 代表
メキシコ
- CONCACAFゴールドカップ: 2019, 2023